# Hexing
Hexing qingyi
Genre
Espèce
Hexing est un genre éteint de dinosaures théropodes, considéré comme un ornithomimosaurien basal. Il a été découvert dans la partie inférieure de la formation géologique d'Yixian dans la ville-district de Beipiao dans l'ouest de la province du Liaoning au nord-est de la Chine.
Un seul spécimen a été découvert, il est daté par datation radiométrique 40Ar et 39Ar entre 139 et 128 Ma (millions d'années), c'est-à-dire entre le Valanginien inférieur et le Barrémien inférieur (Crétacé supérieur).
Une seule espèce est rattachée au genre : Hexing qingyi, décrite en 2012 par Jin Liyong, Chen Jun et Pascal Godefroit.

## Étymologie
Le nom de genre Hexing vient du mandarin et signifie « comme une grue » et le nom d'espèce qingyi également en mandarin veut dire « avec de fines ailes ». Le nom binominal peut donc se traduire par « comme une grue avec de fines ailes ».

## Description
En l'absence de fossiles de sa colonne vertébrale, la taille totale de Hexing est difficile à estimer. Une comparaison de la longueur de son fémur (13,5 centimètres) avec celui d'un autre petit ornithomimosaurien Shenzhousaurus (19,1 centimètres, pour une longueur totale de l'animal de 1,60 mètre), démontre qu'il s'agit d'un petit ornithomimosaurien, de la même taille que les juvéniles d'autres genres du clade. Cependant les inventeurs du genre ont montré que les os de Hexing étaient tous complètement fusionnés (os du crâne, des côtes, du cou, du scapulo-coracoïde et de la cheville), ce qui indique que le spécimen était adulte et donc l'un des plus petits des ornithomimosauriens.
Le crâne de Hexing est relativement grand (13,6 centimètres) avec une forme allongée et triangulaire en vue latérale. Ses mâchoires sont dépourvues de dents.
Ses vertèbres cervicales sont fortement pneumatisées, de forme allongée avec des épines basses.
Son rapport de longueur entre le tibiotarse et le fémur, qui est fortement courbé, est relativement élevé (137 %).

## Classification
Les inventeurs d'Hexing en 2012 l'ont placé en position basale parmi les ornithomimosauriens, plus évolué que Pelecanimimus, mais plus primitif que les autres ornithomimosauriens basaux et les ornithomimidés comme le montre leur cladogramme ci-dessous :
|         | Beishanlong                                                    |
|         |                                                                |
|         | Harpymimus                                                     |
|         |                                                                |
| unnamed | \| \| Garudimimus \| \| \| \| \| \| Ornithomimidae \| \| \| \| |
|         | \| \| Garudimimus \| \| \| \| \| \| Ornithomimidae \| \| \| \| |
|         | Garudimimus                                                    |
|         |                                                                |
|         | Ornithomimidae                                                 |
|         |                                                                |

|  | Garudimimus    |
|  |                |
|  | Ornithomimidae |
|  |                |

|         | Beishanlong                                                    |
|         |                                                                |
|         | Harpymimus                                                     |
|         |                                                                |
| unnamed | \| \| Garudimimus \| \| \| \| \| \| Ornithomimidae \| \| \| \| |
|         | \| \| Garudimimus \| \| \| \| \| \| Ornithomimidae \| \| \| \| |
|         | Garudimimus                                                    |
|         |                                                                |
|         | Ornithomimidae                                                 |
|         |                                                                |

|  | Garudimimus    |
|  |                |
|  | Ornithomimidae |
|  |                |

|         | Beishanlong                                                    |
|         |                                                                |
|         | Harpymimus                                                     |
|         |                                                                |
| unnamed | \| \| Garudimimus \| \| \| \| \| \| Ornithomimidae \| \| \| \| |
|         | \| \| Garudimimus \| \| \| \| \| \| Ornithomimidae \| \| \| \| |
|         | Garudimimus                                                    |
|         |                                                                |
|         | Ornithomimidae                                                 |
|         |                                                                |

|  | Garudimimus    |
|  |                |
|  | Ornithomimidae |
|  |                |

|         | Beishanlong                                                    |
|         |                                                                |
|         | Harpymimus                                                     |
|         |                                                                |
| unnamed | \| \| Garudimimus \| \| \| \| \| \| Ornithomimidae \| \| \| \| |
|         | \| \| Garudimimus \| \| \| \| \| \| Ornithomimidae \| \| \| \| |
|         | Garudimimus                                                    |
|         |                                                                |
|         | Ornithomimidae                                                 |
|         |                                                                |

|  | Garudimimus    |
|  |                |
|  | Ornithomimidae |
|  |                |